# Letov Š-19
O Letov Š-19 foi um avião comercial biplano checoslovaco para quatro passageiros construído na década de 1920. 

## Projeto e desenvolvimento
Em essência, o Š-19 foi uma reconstrução do bombardeiro Letov Š-6 em um avião comercial. O primeiro protótipo (matrícula L-BADA) foi modificado a partir do 17º Š-6 produzido. O motor Maybach Mb.IVa com uma potência de 256 hp (191 kW) foi mantido e também usado no segundo protótipo (L-BADB) e três aeronaves produzidas em série, o Š-19M (L-BALM, L-BALO e L-BALP).

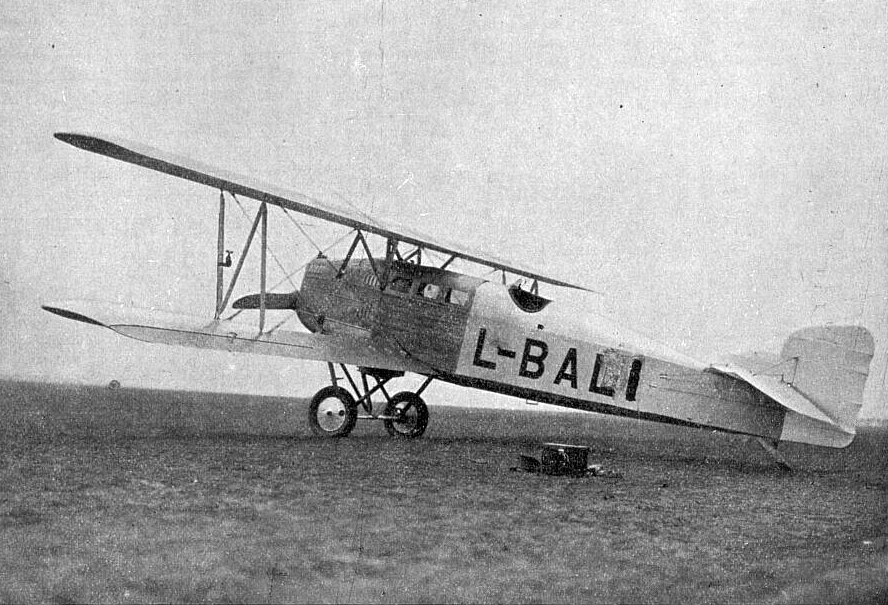
Letov Š-19W com o motor Walter W-IV

Outras aeronaves produzidas em série, conhecidas como Š-19W, foram equipadas com motores Walter W-IV com uma potência de 236 hp (176 kW) (L-BALI, L-BALK, L-BALL e L-BALN).
O projeto também permitia o transporte de cargas ou ainda servir como bombardeiro. Devido à preservação da forte estrutura de sua fuselagem, não havia porta lateral e os passageiros embarcavam e desembarcavam por uma escada e através de uma abertura na parte superior da cabine. A cabine de passageiros era localizada logo atrás do berço do motor, de forma que o espaço era bastante ruidoso. A cabine de pilotagem era aberta e localizada atrás da cabine de passageiros. O conceito como um todo não era amigável aos olhos dos passageiros.
As aeronaves fabricadas serviram na CSA de 1925 a 1927, voando um total de 1.039 horas, principalmente na rota Praga - Bratislava - Košice. Após o fim da operação, as aeronaves foram entregues ao Ministério Público em 1928. O OK-ALL voou em 1929 na Liga de Aviação Masaryk em Olomouc até 1936.